# Yōtei
El mont Yōtei (羊蹄山, Yōtei-zan, literalment "muntanya de peülla d'ovella") és un estratovolcà inactiu que s'eleva fins als 1.898 msnm i es troba al Parc nacional de Shikotsu-Tōya, a l'illa de Hokkaidō, Japó. També és anomenat Yezo Fuji o Ezo Fuji (蝦夷富士), essent "Ezo" un antic nom de l'illa de Hokkaido, perquè s'assembla al mont Fuji. La muntanya també es coneix com a Makkari Nupuri (マッカリヌプリ) i Mont Shiribeshi (後方羊蹄山, Shiribeshi-yama).
El mont Yōtei està compost principalment per andesita i dacita. L'estratovolcà és simètric, cosa que el fa semblar al mont Fuji. El volcà, simètric, és molt visible i visible de lluny, ja que s'alça uns 1.500 metres sobre la plana. El cràter principal fa 700 metres de diàmetre. Hi ha profunds barrancs que tallen el con volcànic pels flancs.
La tefrocronologia indica dues erupcions al mont Yotei. La més recent vers el 1.050 aC d'un con que emergeix del flanc nord-oest de la muntanya al llac Hangetsu (Hangetsu-ko). L'anterior erupció data del 3.550 aC.

## Geografia
El mont Yōtei s'aixeca sobre valls (riu Shiribetsu-kawa) i planes (plana de Kutchan) que es troben a menys de 300 metres sobre el nivell del mar, gran part de les quals es conreen. La muntanya està coberta per bosc primari fins a uns 1.500 metres sobre el nivell del mar. Més enllà hi ha l'estatge alpí, fins al cim, a 1.898 metres, on hi ha un cràter circular. S'hi pot observar flora endèmica.